# Yalu
Yalu (kinesiska), även känd som Amnok (koreanska), är en flod i Asien som löper på gränsen mellan Kina och Nordkorea. Det kinesiska namnet Yalu härrör från ett manchuiskt ord som betyder "gränsen mellan två fält".
Yalu upprinner på
Changbaishan och utfaller, 4 km. bred vid mynningen, i Sinuijuviken i
Koreabukten. 
Floden var skådeplats för viktiga slag under Första sino-japanska kriget och rysk-japanska kriget.
17 september 1894 utkämpades ett sjöslag vid dess mynning mellan kinesiska flottan under amiral Ding Ruchang och den japanska under amiral Ito, i vilken den senare segrade. 24
och 25 oktober överskred japanska armén Yalu och slog 15 000 kineser under general Song. Den l maj 1904 övergick Kuroki med första japanska armén floden Yalu vid samma ställe som 1894.